# Meu
Der Meu ist ein Fluss in Frankreich, der in der Region Bretagne verläuft. Er entspringt im Gemeindegebiet von Saint-Vran, entwässert generell in südöstlicher Richtung und mündet nach rund 84 Kilometern gegenüber von Bruz als rechter Nebenfluss in die Vilaine. Auf seinem Weg durchquert der Meu die Départements Côtes-d’Armor und Ille-et-Vilaine.

## Orte am Fluss
- Saint-Vran
- Trémorel
- Loscouët-sur-Meu
- Gaël
- Muel
- Iffendic
- Montfort-sur-Meu
- Talensac
- Mordelles
- Chavagne
- Bruz